# Z-преобразование
Z-преобразованием (преобразованием Лорана) называют свёртывание исходного сигнала, заданного последовательностью вещественных чисел во временно́й области, в аналитическую функцию комплексной частоты. Если сигнал представляет импульсную характеристику линейной системы, то коэффициенты Z-преобразования показывают отклик системы на комплексные экспоненты {\displaystyle E(n)=z^{-n}=r^{-n}e^{-i\omega n}}, то есть на гармонические осцилляции с различными частотами и скоростями нарастания/затухания.

## Определение
Z-преобразование, как и многие интегральные преобразования, может быть задано как одностороннее и двустороннее.

### Двустороннее Z-преобразование
Двустороннее Z-преобразование {\displaystyle X(z)} дискретного временного сигнала {\displaystyle x[n]} задаётся как:
{\displaystyle X(z)=Z\{x[n]\}=\sum _{n=-\infty }^{\infty }x[n]z^{-n}.}
где {\displaystyle n} — целое, {\displaystyle z} — комплексное число.
{\displaystyle z=Ae^{i\varphi },}
где {\displaystyle A} — амплитуда, а {\displaystyle \varphi } — угловая частота (в радианах на отсчёт)

### Одностороннее Z-преобразование
В случаях, когда {\displaystyle x[n]} определена только для {\displaystyle n\geqslant 0}, одностороннее Z-преобразование задаётся как:
{\displaystyle X(z)=Z\{x[n]\}=\sum _{n=0}^{\infty }x[n]z^{-n}.}

## Обратное Z-преобразование
Обратное Z-преобразование определяется, например, так:
{\displaystyle x[n]=Z^{-1}\{X(z)\}={\frac {1}{2\pi j}}\oint \limits _{C}X(z)z^{n-1}\,dz,}
где {\displaystyle C} — контур, охватывающий область сходимости {\displaystyle X(z)}. Контур должен содержать все вычеты {\displaystyle X(z)}.
Положив в предыдущей формуле {\displaystyle z=re^{j\varphi }}, получим эквивалентное определение:
{\displaystyle x[n]={\frac {r^{n}}{2\pi }}\int \limits _{-\pi }^{\pi }X(re^{j\varphi })e^{jn\varphi }\,d\varphi .}

## Область сходимости
Область сходимости {\displaystyle D} представляет собой некоторое множество точек на комплексной плоскости, в которых существует конечный предел ряда:
{\displaystyle D=\left\{z{\Big |}\lim _{m\to \infty }\sum _{n=-m}^{m}x[n]z^{-n}=const<\infty \right\}.}

### Пример 1 (без области сходимости)
Пусть {\displaystyle x[n]=0{,}5^{n}}. Раскрывая {\displaystyle x[n]} на интервале {\displaystyle (-\infty ,\;\infty )}, получаем
{\displaystyle x[n]=\{\ldots ;\;0{,}5^{-3};\;0{,}5^{-2};\;0{,}5^{-1};\;1;\;0{,}5;\;0{,}5^{2};\;0{,}5^{3};\;\ldots \}=\{\ldots ;\;2^{3};\;2^{2};\;2;\;1;\;0{,}5;\;0{,}5^{2};\;0{,}5^{3};\;\ldots \}.}
Смотрим на сумму:
{\displaystyle \sum _{n=-\infty }^{\infty }x[n]z^{-n}=\infty .}
Поэтому, не существует таких значений {\displaystyle z}, которые бы удовлетворяли условию сходимости.

## Связь с преобразованием Лапласа
Билинейное преобразование может быть использовано для преобразования непрерывного времени, например, при аналитическом описании линейных фильтров, представленных преобразованием Лапласа, в дискретное время выборок с периодом {\displaystyle T,} представленное в z-области и обратно. При таком преобразовании используется замена переменной:
{\displaystyle s={\frac {2}{T}}{\frac {(z-1)}{(z+1)}}.}
Обратный переход от z-преобразования к преобразованию Лапласа производится аналогичной заменой переменной:
{\displaystyle z={\frac {2+sT}{2-sT}}.}
Билинейное преобразование отображает комплексную s-плоскость {\displaystyle s=\sigma +j\omega } преобразования Лапласа на комплексную z-плоскость z-преобразования. Это отображение нелинейное и характерно тем, что отображает ось {\displaystyle j\omega } s-плоскости на единичную окружность в z-плоскости.
Таким образом, преобразование Фурье, которое является преобразованием Лапласа для переменной {\displaystyle j\omega }, переходит в преобразование Фурье с дискретным временем. При этом предполагается, что преобразование Фурье существует, то есть ось {\displaystyle j\omega } находится в области сходимости преобразования Лапласа.

## Таблица некоторых Z-преобразований
Обозначения:
- {\displaystyle \theta [n]=\left\{{\begin{array}{c}1,n\geqslant 0\\0,n<0\end{array}}\right.} — функция Хевисайда.
- {\displaystyle \delta [n]=1} для {\displaystyle n=0}, и {\displaystyle \delta [n]=0} для всех остальных n — дельта-последовательность (не следует путать с дельта-символом Кронекера и дельта-функцией Дирака).

|    | Сигнал, {\displaystyle x[n]}                      | Z-преобразование, {\displaystyle X(z)}                                                        | Область сходимости          |
| -- | ------------------------------------------------- | --------------------------------------------------------------------------------------------- | --------------------------- |
| 1  | {\displaystyle \delta [n]}                        | {\displaystyle 1}                                                                             | {\displaystyle \forall z}   |
| 2  | {\displaystyle \delta [n-n_{0}]}                  | {\displaystyle {\frac {1}{z^{n_{0}}}}}                                                        | {\displaystyle z\neq 0}     |
| 3  | {\displaystyle \theta [n]}                        | {\displaystyle {\frac {z}{z-1}}}                                                              | {\displaystyle \|z\|>1}     |
| 4  | {\displaystyle a^{n}\theta [n]}                   | {\displaystyle {\frac {1}{1-az^{-1}}}}                                                        | {\displaystyle \|z\|>\|a\|} |
| 5  | {\displaystyle na^{n}\theta [n]}                  | {\displaystyle {\frac {az^{-1}}{(1-az^{-1})^{2}}}}                                            | {\displaystyle \|z\|>\|a\|} |
| 6  | {\displaystyle -a^{n}\theta [-n-1]}               | {\displaystyle {\frac {1}{1-az^{-1}}}}                                                        | {\displaystyle \|z\|<\|a\|} |
| 7  | {\displaystyle -na^{n}\theta [-n-1]}              | {\displaystyle {\frac {az^{-1}}{(1-az^{-1})^{2}}}}                                            | {\displaystyle \|z\|<\|a\|} |
| 8  | {\displaystyle \cos(\omega _{0}n)\theta [n]}      | {\displaystyle {\frac {1-z^{-1}\cos(\omega _{0})}{1-2z^{-1}\cos(\omega _{0})+z^{-2}}}}        | {\displaystyle \|z\|>1}     |
| 9  | {\displaystyle \sin(\omega _{0}n)\theta [n]}      | {\displaystyle {\frac {z^{-1}\sin(\omega _{0})}{1-2z^{-1}\cos(\omega _{0})+z^{-2}}}}          | {\displaystyle \|z\|>1}     |
| 10 | {\displaystyle a^{n}\cos(\omega _{0}n)\theta [n]} | {\displaystyle {\frac {1-az^{-1}\cos(\omega _{0})}{1-2az^{-1}\cos(\omega _{0})+a^{2}z^{-2}}}} | {\displaystyle \|z\|>\|a\|} |
| 11 | {\displaystyle a^{n}\sin(\omega _{0}n)\theta [n]} | {\displaystyle {\frac {az^{-1}\sin(\omega _{0})}{1-2az^{-1}\cos(\omega _{0})+a^{2}z^{-2}}}}   | {\displaystyle \|z\|>\|a\|} |